# Bauernstraße 3 (Behnsdorf)

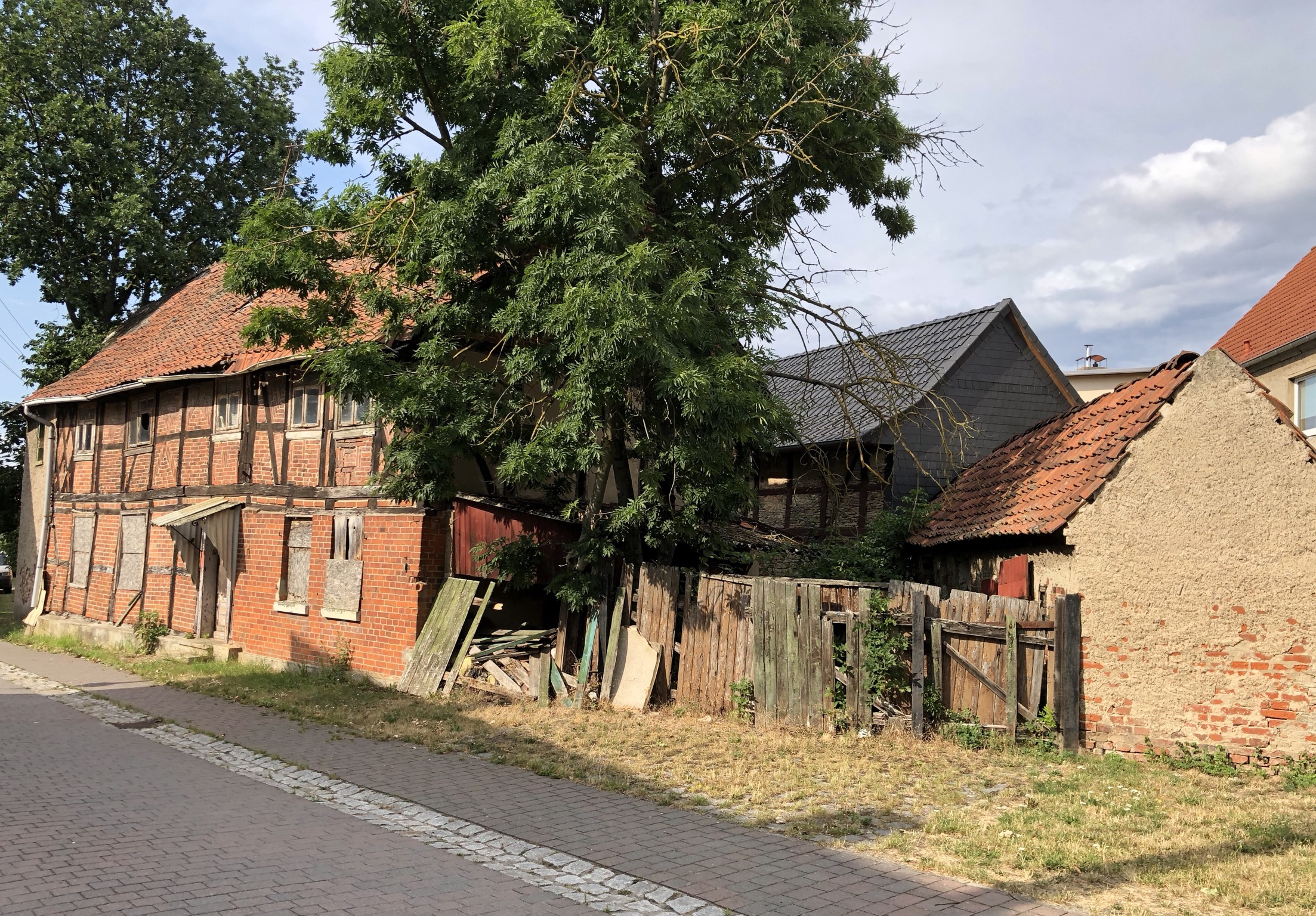
Bauernhof Bauernstraße 3

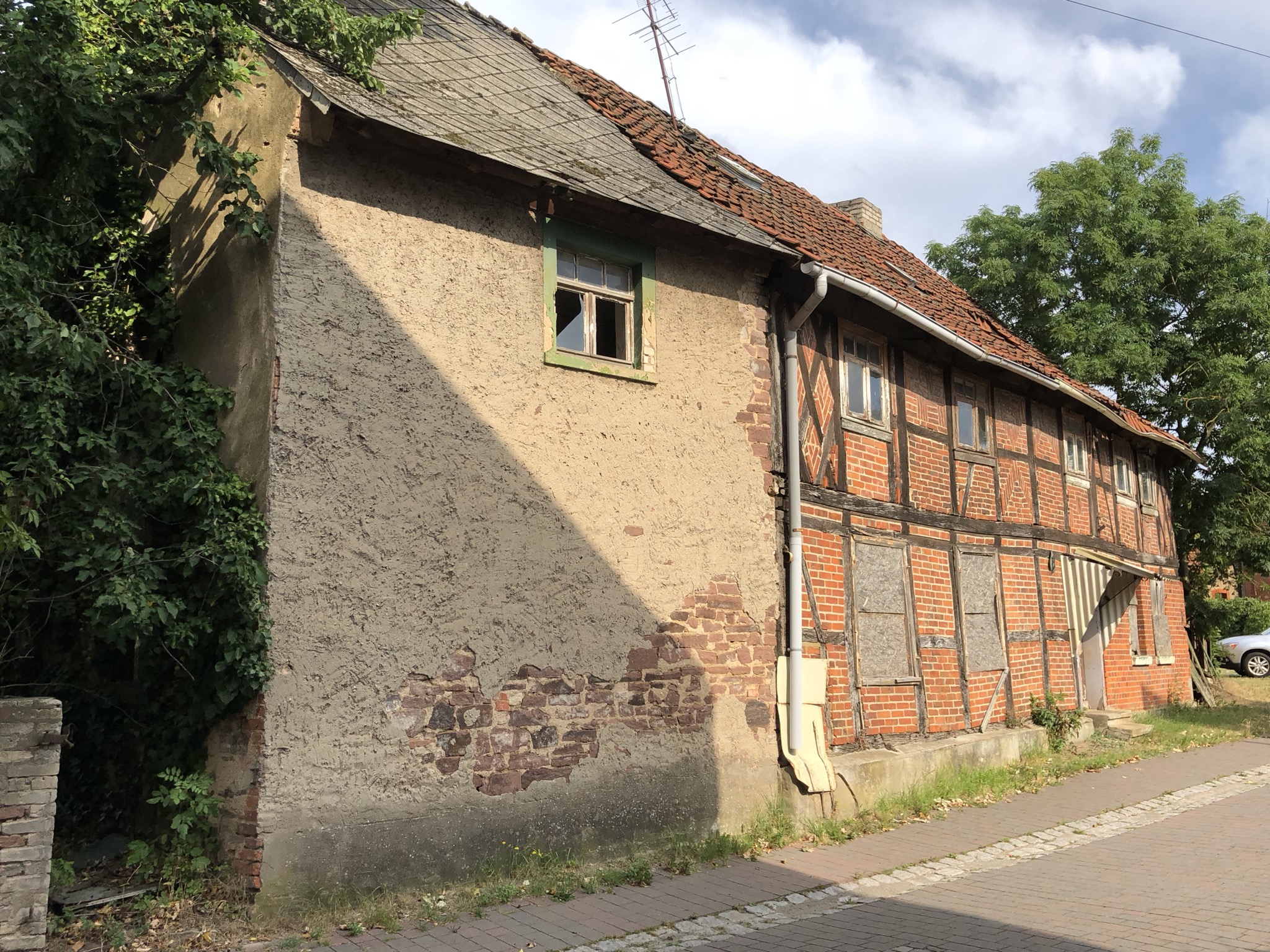
Blick von Nordwesten, 2019

Bauernstraße 3 war ein denkmalgeschützter Bauernhof im zur Gemeinde Flechtingen gehörenden Dorf Behnsdorf in Sachsen-Anhalt. 2021 erfolgte die Streichung aus dem Denkmalverzeichnis.

## Lage
Der Bauernhof befand sich in einer das Straßenbild prägenden Lage auf der Ostseite der Bauernstraße im Ortszentrum von Behnsdorf.

## Architektur und Geschichte
Der Kleinbauernhof bestand aus einem zweigeschossigen traufständigen Wohnhaus aus dem 18. Jahrhundert. Es war in Fachwerkbauweise errichtet, wobei die Gefache mit Ziegeln, zum Teil in Zierformen, ausgemauert waren. An den Rändern des Obergeschosses fand sich die Fachwerkfigur Bauerntanz. Ein Teil des Erdgeschosses war in massiver Bauweise erstellt. Im 19. Jahrhundert erfolgten leichte bauliche Veränderungen, die insbesondere die Fenster betrafen.
Der Bauernhof Stand über längere Zeiträume leer und war dringend sanierungsbedürftig.
Im örtlichen Denkmalverzeichnis war der Bauernhof unter der Erfassungsnummer 094 84183 als Baudenkmal verzeichnet. Im Jahr 2021 wurde der Bauernhof unter Angabe der Kategorie Verfall, Abbruch aus bauordnungsrechtlichen Gründen, ungenehmigte Veränderungen aus dem Denkmalverzeichnis gestrichen.